# Willistoniella latiforceps
Willistoniella latiforceps är en tvåvingeart som beskrevs av Elineide E. Marques och Ale-rocha 2005. Willistoniella latiforceps ingår i släktet Willistoniella och familjen Ropalomeridae. Inga underarter finns listade i Catalogue of Life.